# リングワールド
『リングワールド』 (Ringworld) は1970年にラリー・ニーヴンが発表したノウンスペースを舞台とするSF小説。ヒューゴー賞・ネビュラ賞を受賞。SF小説の中でも有名なもののひとつである。続編として3つの長編小説が発表されており、また他の数々のノウンスペースシリーズの作品とも結びついている。
日本語訳版は小隅黎が翻訳し、早川書房より出版された（ISBN 4150106169）。

## あらすじ
2850年、ある恒星をリング状に取り囲む巨大な謎の人工構造物「リングワールド」への探検隊が組織された。選ばれたのは2人の人類と2人の宇宙人である。テレポーテーションや絶対に壊れない宇宙船船殻などを実現した、非常に科学技術が進歩した世界を舞台としている。
主人公のルイス・ウーは元冒険家で200歳の誕生パーティーを迎えたところである。その年齢にもかかわらず、進歩した医療技術や細胞賦活剤（ブースタースパイス）のおかげで、肉体的には青年そのものである。彼は、自分の誕生日を地球上の各地に用意したパーティー会場を日付が変る前に転移ボックスで移動してすごしていた。しかし、実際にはこのような生活に飽き始めていた。
ネサスは、高度に進歩したテクノロジーを持つとともに、非常に臆病なことで知られるパペッティア人である。ネサスは、まだほとんど未知の存在であるリングワールドへの探検隊員を集めるため地球に派遣された。パペッティア人はこのような仕事には他の種族を操り、自らは危険を犯さないことで有名である。
「獣への話し手（スピーカー・トゥ・アニマルズ）」は、ネコに似た獰猛で肉食性の種族、クジン人である。クジン人はかつて人類との戦争に敗れた種族である。彼はネサスの護衛として探検隊に加わる。クジン人の振る舞いは日本のサムライをモデルにしていると思われる。例えば、「話し手（スピーカー）」によればみずからの名誉を守るために戦う時、長々と挑戦の言葉を口にする必要はないという。「"You scream and you leap."（ひと声わめいて、とびかかれ）」ただそれだけだと。
四人目の隊員ティーラ・ブラウンは、若い人間の女性で、探検でどのような役割を果たすかは、すぐには分からない。だが、ネサスは意味も無く何かをする者ではない。彼女の役割は、物語がすすむにつれて明らかになる。
探検隊の宇宙船「うそつき野郎号（ライイング・バスタード）」は、リングワールド上に墜落してしまい、彼らは宇宙に戻るための方法を探さねばならなくなる。彼らは、非常に長距離を旅しながら、奇妙な変化を遂げた生態系を目の当たりにし、様々な原始的な文明と接触する。そして、リングワールドの住民がテクノロジーを失うことになった原因を知ることになるが、誰が何のためにリングワールドを建設したのかは謎のままとなる。

## コンセプト
ニーブンは、他のノウンスペースシリーズの作品に登場する様々な異星人や面白いコンセプトを本作品にもちりばめている。それは、下記のようなものである。
- パペッティアのゼネラル・プロダクツ製の船殻は、可視光と重力以外のすべてを遮断し、反物質以外のなにものにも破壊されることがない。
- 転移ボックスや跳躍円盤（ステッピングディスク）は、極めて簡便なテレポーテーションを可能にしている。
- スレイヴァーの停滞（ステイシス）フィールドは、内部の時間を停滞状態にすることができる。時間がほとんど停止状態にあるため、停滞状態の物質は朽ちることがない。
- 非常な幸運は遺伝する形質であり、この世界で行われている出産権抽籤という"自然淘汰"により生じた遺伝子によるものである。
- タスプは、ボタンを押すことで脳の快楽中枢に極上の快楽を引き起こす装置で、相手を傷つけることなく骨抜きにする際に使用される。
- 耐衝装甲服（インパクト・アーマー）は、柔らかな素材の衣類だが、急激な応力の変化（例えば発射された弾丸の衝撃）により瞬時に鋼鉄よりも硬い状態になる。この技術は現実のものとなりつつあり、実際に2006年冬季オリンピック で試用された。
- ひまわり花（「鏡花」（ミラー・フラワー）とも）はスレイヴァーの奴隷種族テゥヌクティプによって開発された植物で、花びらが反射鏡となっている。群生全体で光を反射させ、集中させることで外敵を焼き殺すことが出来る。
- シンクレアの単分子チェーンはひとつの分子で構成されたきわめて強靭なケーブルである。
- 自在剣はシンクレアの単分子チェーンを停滞フィールドで包んだものであり、きわめて細く見えないほどだが、どんなものでも切断することが出来る。

この小説は宗教的原理主義も風刺している。リングワールドの住民は優れたテクノロジーを失って久しく、いまやリングワールドの驚異は神のなせる業と考えている。四人の探検隊は司祭、群集、狂信者の集団といった人々に出会うことになる。
だが、もっとも読者を楽しませるのは、リングワールドというアイディアそのものだろう。ニーヴンは、リングワールドの桁外れの巨大さや、地表面に立ってみると全体がどのように見えるか等、様々な観点でその驚異を描いてみせている。

## 天体としてのリングワールド
リングワールドは幅が約100万マイル、直径がほぼ地球の公転軌道（周囲が約6億マイル）の人工のリング状天体で、内面は人間が居住可能となっている。中心に恒星があり、リングワールドを回転させることで地球に近い人工重力を作り出している。リングの両縁には高さ1000マイルの壁があり、大気が逃げ出さないようになっている。リングの内側は地球の表面の約300万倍の広さがあり、推定30兆人が暮らしている。
リングワールドはダイソン球を薄く輪切りにしたものとみなすことができ、多くの似通った特性を持つ。ニーブン自身、リングワールドのことを「ダイソン球と惑星との中間の形態」と考えている。
出版後まもなく、リングワールドは力学的に不安定であることが指摘された。10年後の続編『リングワールドふたたび』では、この問題への工学的な回答が示された。

## 続編
『リングワールド』には3作の続編がある。『リングワールドふたたび』（1980年）、『リングワールドの玉座』（1996年）、『リングワールドの子供たち』（2004年）である。
2007年から、エドワード・M・ラーナーと共著でリングワールド・コンパニオン・シリーズを発表した。
パペッティア人の世界、リングワールドなどを舞台とし、リングワールド・シリーズやノウンスペースシリーズでおなじみの登場人物たちが登場して宇宙史の隙間を埋める作品群である。
- Fleet of Worlds (2007) - 未訳
- Juggler of Worlds (2008) - 未訳
- Destroyer of Worlds (2009) - 未訳
- Betrayer of Worlds (2010) - 未訳
- Fate of Worlds (2012) - 未訳

## 派生作品

### ゲーム
1980年にリングワールドの設定を基にしたテーブルトークRPG『リングワールド』がケイオシアムから発売された。
Tsunami Gamesはリングワールド関連のアドベンチャーゲームを2作品発表した。1992年の『Ringworld: Revenge of the Patriarch』および1994年の『Return to Ringworld』である。
マイクロソフトのファーストパーソン・シューティングゲーム『ヘイロー コンバット エボルヴ』のプロットにもリングワールドに似た構造物が登場する。その寸法は直径10,000キロメートルで、ニーヴンの超巨大サイズのものより、イアン・バンクスの『Culture Orbitals』に近い。
プレイヤーは実際に他の恒星系での無茶苦茶な作戦に派遣され、墜落までする羽目になり、多少疲れきった人間を演じることになり、ニーヴンのリングワールドが生み出した驚異に魅了されることとなる。ニーヴンが「アーチ」と表現する、リングの住民から見た宇宙にそびえるリングのほかの部分の描写もヘイローで見ることができる。

### 映像化
2001年、ラリー・ニーヴンは映画化の契約にサイン済みで、すでに初期構想の段階にあると発表した。監督はジェームズ・キャメロンとの噂が持ち上がったが2020年現在実現していない。
2004年、サイファイチャンネルがリングワールドのTVシリーズを製作中であると発表したが実現しなかった。
2013年、SyFyチャンネルが4時間のミニシリーズを検討中だと発表した。
2017年、アマゾン・スタジオが製作中の3つのSFシリーズのうちの一つであると発表した 。